# Bull Run Mountain Estates (Virginia)
Bull Run Mountain Estates è un census-designated place (CDP) degli Stati Uniti d'America, situato nello stato della Virginia, nella contea di Prince William. Secondo il censimento del 2020 gli abitanti di Bull Run Mountain Estates ammontavano a 1220.